# Гулу (божество)
Гулу — в мифологии ганда главный бог-творец и бог неба.
Согласно представлениям народа ганда, первый человек Кинту женился на дочери Гулу, которую звали Намби. Однако предварительно Кинту был подвергнут брачным испытаниям. Намби не послушалась отца и не вернулась на небо по его приказу. Тогда Гулу наказал Намби и Кинту, лишив их бессмертия. Для наказания первых людей был послан сын Гулу Валумбе, олицетворяющий смерть.
По другой версии, Кинту, не послушавшись предостережений Гулу, ненадолго вернулся на небеса за забытыми дарами (просом для курицы), чем привлек внимание Валумбе и был вынужден пригласить его в гости. Валумбе стал убивать детей на Земле. Гулу пытался помочь первым людям справиться со смертью, послав для борьбы с Валумбе другого своего сына, Кайкузи, но в конце концов отозвал его, позволив Валумбе остаться на Земле и сделав таким образом род людей подвластным смерти.